# Пітер Каргілл
Пітер Каргілл (англ. Peter Cargill, 2 березня 1964, Сент-Енн, Ямайка — 15 квітня 2005, там же) — ямайський футболіст, що грав на позиції захисника. По завершенні ігрової кар'єри — тренер.
Виступав, зокрема, за клуб «Маккабі» (Нетанья), а також національну збірну Ямайки.

## Клубна кар'єра
У дорослому футболі дебютував 1982 року виступами за команду клубу «Гарбор В'ю», в якій провів два сезони.
Згодом з 1984 по 1987 рік грав у складі команд клубів «Своллоуфілд» та «Портмор Юнайтед».
Своєю грою за останню команду привернув увагу представників тренерського штабу клубу «Маккабі» (Нетанья), до складу якого приєднався 1988 року. Відіграв за команду з Нетаньї наступні шість сезонів своєї ігрової кар'єри. Більшість часу, проведеного у складі «Маккабі», був основним гравцем захисту команди.
Протягом 1994—1995 років захищав кольори команди клубу «Хапоель» (Петах-Тіква).
Завершив професійну ігрову кар'єру у клубі «Гарбор В'ю», у складі якого вже виступав раніше. Прийшов до команди 1996 року, захищав її кольори до припинення виступів на професійному рівні у 1999.

## Виступи за збірну
1984 року дебютував в офіційних матчах у складі національної збірної Ямайки. Протягом кар'єри у національній команді, яка тривала 15 років, провів у формі головної команди країни 84 матчі, забивши три голи.
У складі збірної був учасником розіграшу Золотого кубка КОНКАКАФ 1998 року в США, чемпіонату світу 1998 року у Франції.

## Кар'єра тренера
Розпочав тренерську кар'єру невдовзі по завершенні кар'єри гравця, 2000 року, увійшовши до тренерського штабу збірної Ямайки.
Останнім місцем тренерської роботи був клуб «Вотергауз», головним тренером команди якого Пітер Каргілл був з 2004 і до своєї загибелі.
Помер 15 квітня 2005 року на 42-му році життя в окрузі Сент-Енн через травми, отримані у дорожньо-транспортній пригоді.

## Титули і досягнення
- Переможець Карибського кубка: 1991, 1998